# Harry Nyquist
Harry Nyquist (pron. [ˈnŷːkvɪst]) (Stora Kil, Suecia, 7 de febrero de 1889 - Harlingen, EE. UU.,4 de abril de 1976) fue un físico e ingeniero sueco-estadounidense y contribuyente de la Teoría de la información.

## Biografía
Fue hijo de Lars Jonsson Nyquist y Katrin Eriksdotter. Sus padres tuvieron siete hijos: Elin Teresia, Astrid, Selma, Harry Theodor, Aemelie, Olga Maria y Axel. Harry Nyquist emigró a Estados Unidos en 1907, luego ingresó a la Universidad de Dakota del Norte en 1912 y recibió un diplomado y un Máster en Ingeniería Eléctrica en 1914 y 1915, respectivamente. Después recibiría un PhD en física en la Universidad de Yale en 1917.
Al recibir este grado, comenzó a trabajar en el Departamento de Desarrollo e Investigación de AT&T desde 1917 hasta 1934, y continuó cuando la empresa cambió su nombre a Bell Telephone Laboratories en ese año, hasta su retiro en 1954. Nyquist recibió la Medalla de honor IEEE en 1960 por sus contribuciones al conocimiento cuantitativo del ruido térmico, la transmisión de datos y la retroalimentación negativa. En octubre de 1960 fue galardonado con la medalla de Stuart Ballantine del Instituto Franklin por sus análisis teóricos y sus inventos prácticos en el campo de sistemas de comunicación durante los últimos cuarenta años incluyendo, sus trabajos en las teorías de transmisión telegráfica, ruido térmico en conductores eléctricos y en la teoría de sistemas de retroalimentación. En 1969 fue premiado por la Academia nacional de Ingeniería con su cuarta medalla de los fundadores “en reconocimiento a sus contribuciones fundamentales para la ingeniería.”
Como un ingeniero en los laboratorios Bell, Nyquist hizo un importante trabajo en ruido térmico, la estabilidad en amplificadores de retroalimentación, telegrafía, fax, televisión, y otros importantes problemas de comunicación. Junto a Herbert E. Ives, ayudó a desarrollar la primera máquina fax de AT&T, lo cual se hizo público en 1924. En 1932 publicó un artículo sobre la estabilidad de amplificadores de retroalimentación. El criterio de estabilidad de Nyquist hoy figura en todos los textos de teoría de control de retroalimentación.
Sus primeros trabajos teóricos en la determinación de requerimientos de banda ancha para transmitir información sentaron los fundamentos para posteriores avances realizados por Claude Elwood Shannon, quien desarrolló la Teoría de la información. En particular, Nyquist determinó que el número de canales independientes que pueden ser puestos a través de un canal telegráfico por unidad de tiempo es limitado por el doble del ancho de banda del canal, y publicó sus resultados en los documentos Ciertos factores que afectan la velocidad telegráfica (“Certain factors affecting telegraph speed" de 1924) y Ciertos tópicos en la Teoría de Transmisión Telegráfica ("Certain topics in telegraph Transmission Theory" de 1928)”. Este último trabajo hoy es conocido como el Teorema de muestreo de Nyquist-Shannon.